# Domwache

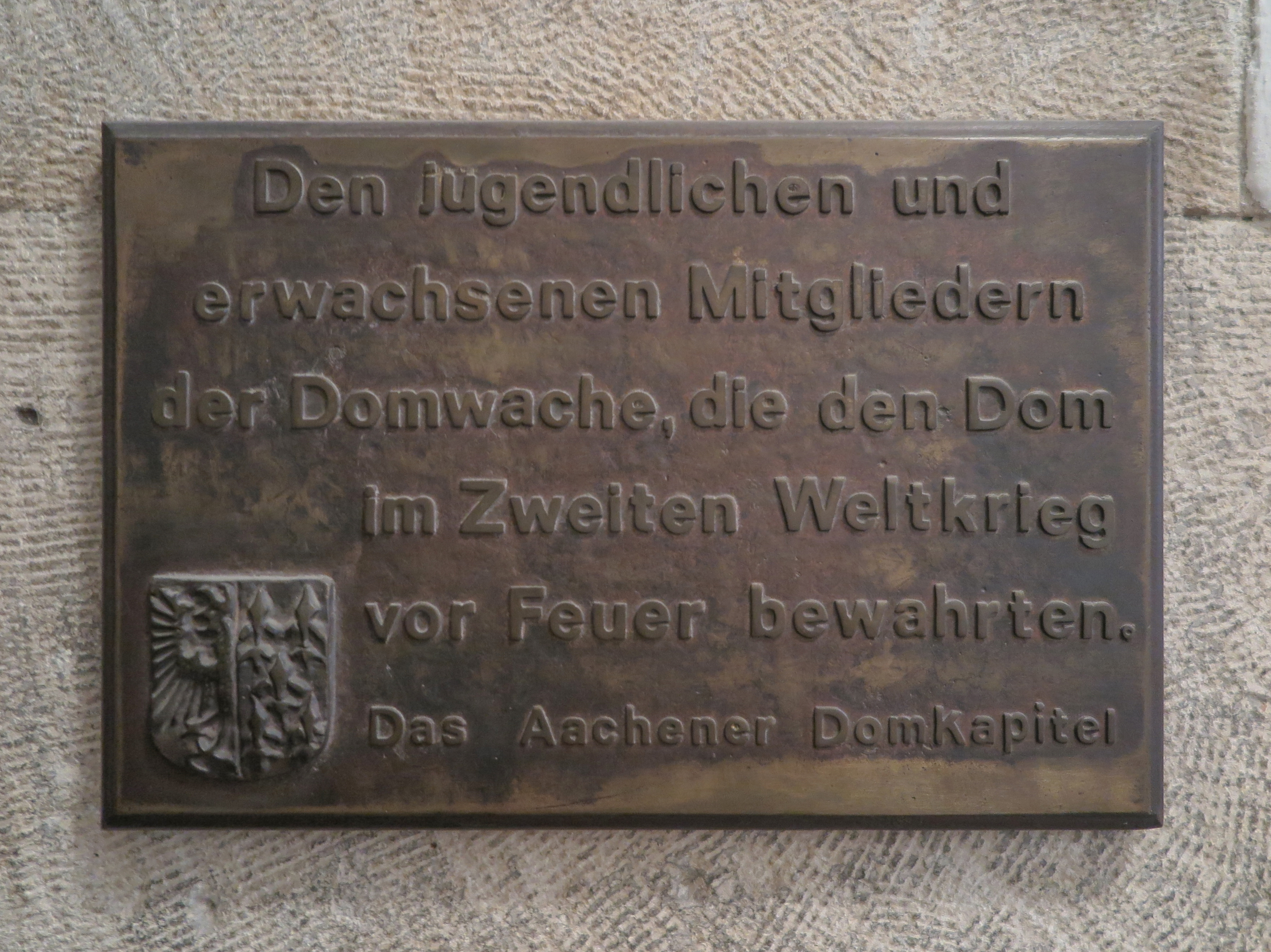
Gedenktafel für die Domwache während des Zweiten Weltkriegs im Aachener Dom

Bei der Domwache (eigentlich Feuerlöschgruppe Dom) handelte es sich um eine Gruppe von Jugendlichen im Alter von 10 bis 24 Jahren, die ab Juli 1941 den Aachener Dom schützten, in dem sie nächtliche Feuer- und Brandwachen einrichteten und Löscharbeiten nach Bombenangriffen auf das Kirchengebäude verrichtet haben.

## Geschichte
Initiiert wurde die außerhalb kirchlicher, öffentlicher oder parteipolitischer Gliederungen stehende Gruppe durch den Dombaumeister Joseph Buchkremer, der sich um das Überleben des karolingischen Gebäudes sorgte. Dieser beauftragte, gegen entschiedenen Widerstand auch kirchlicher Würdenträger, seinen Sohn Stephan Buchkremer mit dem abwehrenden Brandschutz für das Gebäude. Dieser sprach spontan einige Jugendliche an, die sich in der Nähe des Domes aufhielten. Nach und nach ergänzte sich die Gruppe durch Freunde der Jugendlichen. In der Mehrzahl sind die Jugendlichen zwischen 14 und 16 Jahre alt. Buchkremer trainierte die Gruppe zielgerichtet in Brandbekämpfung. Vor allem die verwinkelten Dachgeschosse im Dom mussten auch bei starker Rauchentwicklung schnell bis in die hintersten Ecken erreicht werden.
In den Jahren 1943 und 1944 musste die Domwache am Dom mehrfach Löscheinsätze durchführen, beispielsweise am 15. Juli 1943, 18. Oktober 1943, 24. Dezember 1943, 8. Januar 1944 und am 11. April 1944. Da in den weiteren Kriegsjahren die offiziellen Katastrophenschützer immer stärker überfordert waren, übernahm die Domwache auch den Brandschutz der umliegenden Gebäude (Domhof, Sparkasse) und die Rettung betroffener Anwohner der Aachener Innenstadt. Ab 1944 organisierten Stephan Buchkremer und die Domwache die gesamte Wasserversorgung in der Aachener Innenstadt durch ein System von Hanfschläuchen, weil die Trinkwasserversorgung ausgefallen war. Dem Evakuierungsbefehl vom September 1944, der die Räumung der gesamten Stadt Aachen vorsah, widersetzte sich die Domwache. Der 16-jährige Helmuth Jansen übernahm für vier Monate die Leitung der Gruppe.
Nachdem die amerikanischen Truppen die Stadt eingenommen hatten, wurden die Jugendlichen, wie alle in Aachen verbliebenen Einwohner, ins Internierungslager nach Brand verbracht. Ein amerikanischer Kunstschutzoffizier erkannte die Notwendigkeit des Brandschutzes in Aachen und ernannte die Jugendlichen zur ersten Feuerwehr in der Stadt nach Beendigung des Krieges.

## Mitglieder
Mitglieder der Domwache waren Stephan Buchkremer, Adelheid Collette (spätere Frau Buchkremers, mit 24 die Älteste in der Domwache), Liselotte Erdweg, Kornel Erdweg, Gustav Ackermann (einziges evangelisches Mitglied, starb bei einem Bombenangriff am 23. Januar 1943), Albert Beckers, Martin Dassen, Hans Dürnholz, Helmut Förster, Klaus Geurten, Helmuth Jansen, Walter Meven, Willi Minartz, Adolf Müllender (mit 10 Jahren jüngstes Mitglied), Karl Josef Müllender, Ulrich Noppeney, Karl Pieper, Karl Pierotti (italienischer Staatsbürger), Theo Philipp und Georg Stockem.

## Ehrungen und Rezeption

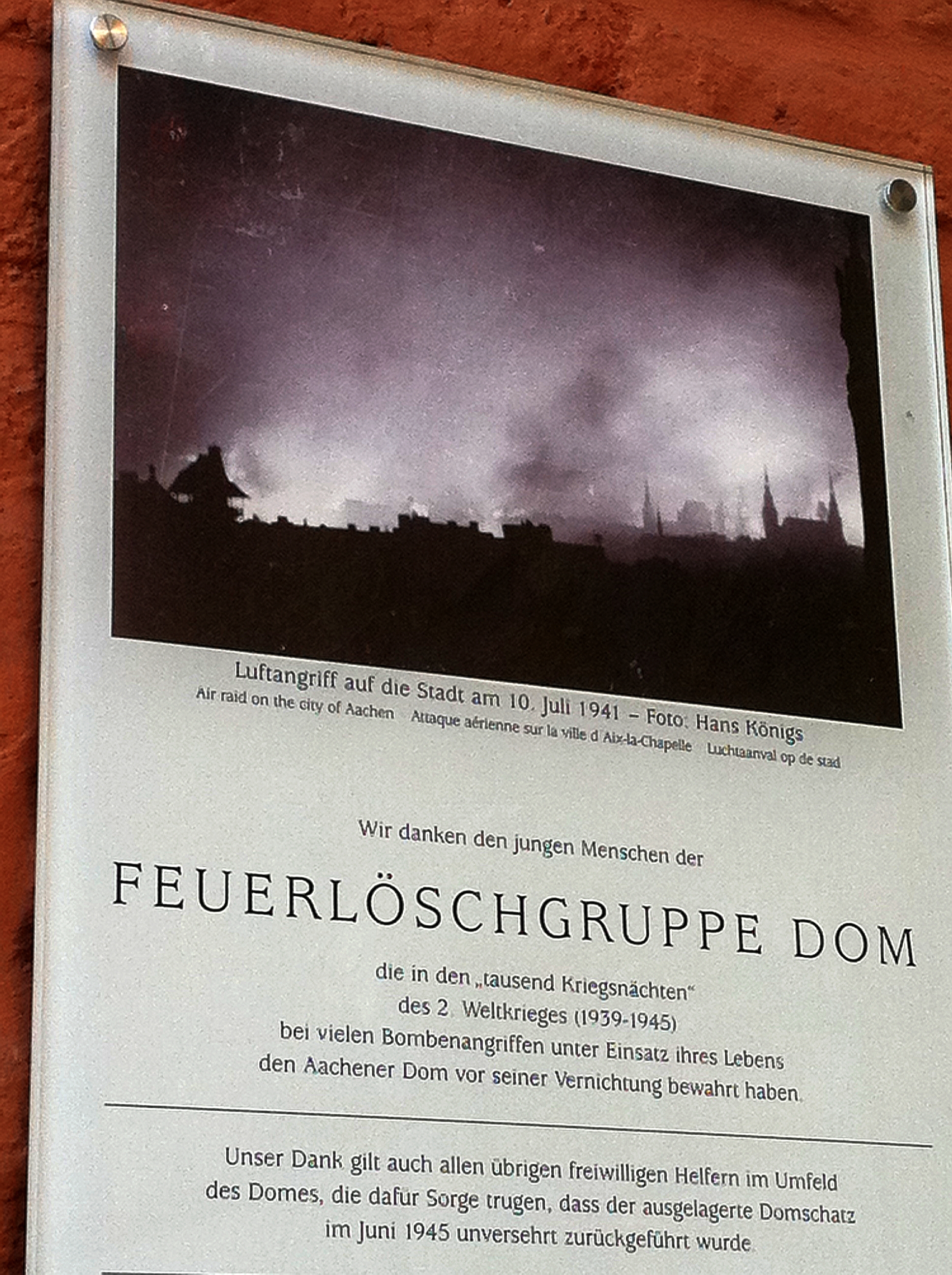
Gedenktafel für die „Feuerlöschgruppe Dom“ mit einem Foto von Hans Königs: Der Bombenangriff auf Aachen, aufgenommen von der Krefelder Straße am 10. Juli 1941

- 1995: Verdienstorden des Landes Nordrhein-Westfalen für die überlebenden Mitglieder der Domwache[5][6]
- 1995: Bundesverdienstkreuz, 1. Klasse für den Mitbegründer der Aachener Domwache, Stephan Buchkremer für seine Verdienste um die Erhaltung des Aachener Domes, für die Versorgung seiner Mitbürger im Zweiten Weltkrieg und die Sicherung kulturhistorischer Werte im Zweiten Weltkrieg (Aachener Domwache)[7]

Als Erinnerung an die Feuerlöschgruppe ist im Domhof eine Gedenktafel mit einer Fotografie von Hans Königs installiert worden, die den schweren Luftangriff auf das Aachener Stadtzentrum am 10. Juli 1941 zeigt, der Auslöser der Gründung der Domwache war. Stephan Buchkremer entwarf für die Mitglieder der Domwache eine 20 cm große Bleiglasscheibe mit der Ansicht der Südseite des Aachener Domes und der Aufschrift: Tapferkeit und Treue retten den Aachener Dom 1942 – 1945.
- Die Briefmarkenfreunde Aachen 1890 e. V. haben bei der Deutschen Post einen Sonderstempel für den 8. Dezember 2024 beantragt. Dieser Stempel zeigt den Aachener Dom und den Textzusatz: 80 Jahre Gedenken an die Rettung des Aachener Doms durch die Jugendlichen der „Feuerlöschgruppe Dom“.[9]

2024 wurde das Kinderbuch Domwächter – Die Retter des Aachener Doms von Anne Stutenkemper und Silvio Neuendorf in Zusammenarbeit mit der AKV Sammlung Crous herausgegeben, in dem die historisch belegten Löscheinsätze mit fiktiven Figuren altersgerecht verknüpft wurden.

## Heutige „Domwache“
In den 1950er Jahren wurden ehrenamtliche Tätige für nächtlichen Wachdienst gesucht und unter der katholischen Studentenschaft Aachens gefunden. Als Mitglieder der Katholischen Hochschulgemeinde die katholische Studentenverbindung KDStV Franconia Aachen wiederbegründeten, begannen auch deren Mitglieder, an den nächtlichen Rundgängen teilzunehmen. Im Lauf der Zeit stellten nur noch Mitglieder der Franconia diese „Domwache“. Im Herbst 2023 endete die Tradition durch Entscheid des Aachener Domkapitels, das eine videobasierte Brandmelde- und Alarmanlage hatte installieren lassen.

## Fernsehdokumentation
- Der Dom ist die Seele Aachens – Das Gotteshaus unter dem Hakenkreuz, WDR Fernsehen, 2005[13]
- Geheimnis Aachener Dom, WDR 2016